# Plazoleta Jorge Williams
La Plazoleta Jorge Williams es una pequeña plaza ubicaba en el barrio porteño de Villa del Parque.

## Historia
La plaza surgió con la estación de tren y el parcelado del barrio en 1905. En 1957 se le impuso su nombre actual y en el 2008 fue reformada completamente.

## Ubicación
Se encuentra frente a la estación ferroviaria, estando delimitada por las calles Helguera, Pedro Lozano y Ricardo Gutiérrez.

## Etimología
El nombre es un homenaje a Jorge N. Williams (1857 - 1925), funcionario del Ferrocarril Oeste, de la Municipalidad de Buenos Aires y director del Banco Hipotecario Nacional.

## Características
Desde su última reforma, la plaza consta de sector de juegos sobre un gran arenero cercado con bancos en sus bordes, mesas para pic-nic con tableros de ajedrez, arbolado y bandera. El piso es de baldosas texturizadas y el tramo de Ricardo Gutierrez (que corta el camino hacia la estación) es de prioridad peatonal, generando una continuación urbana del a plaza hacia la vereda contraria.

## Galería de imágenes

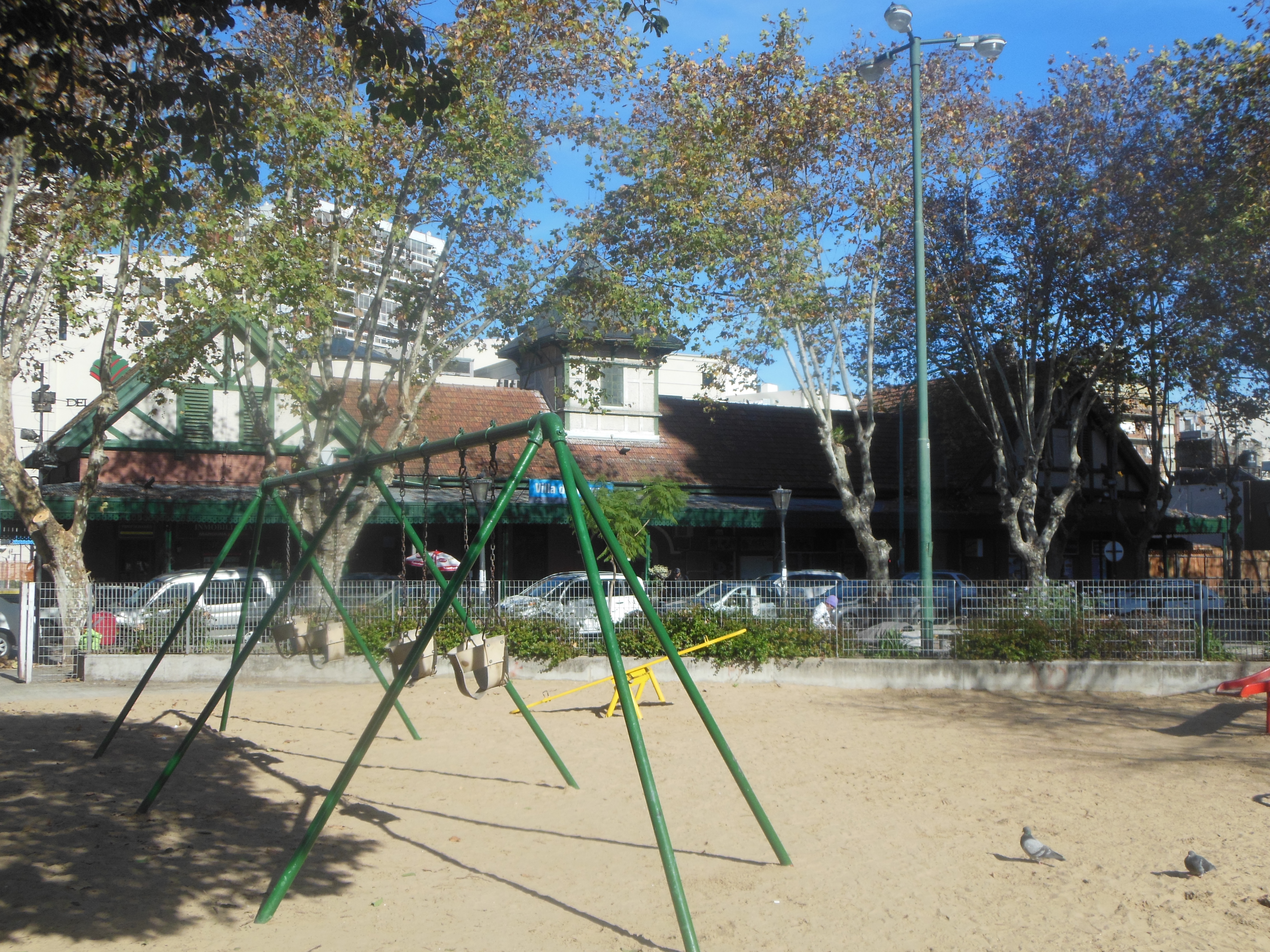
Panorama general de la zona de juegos.
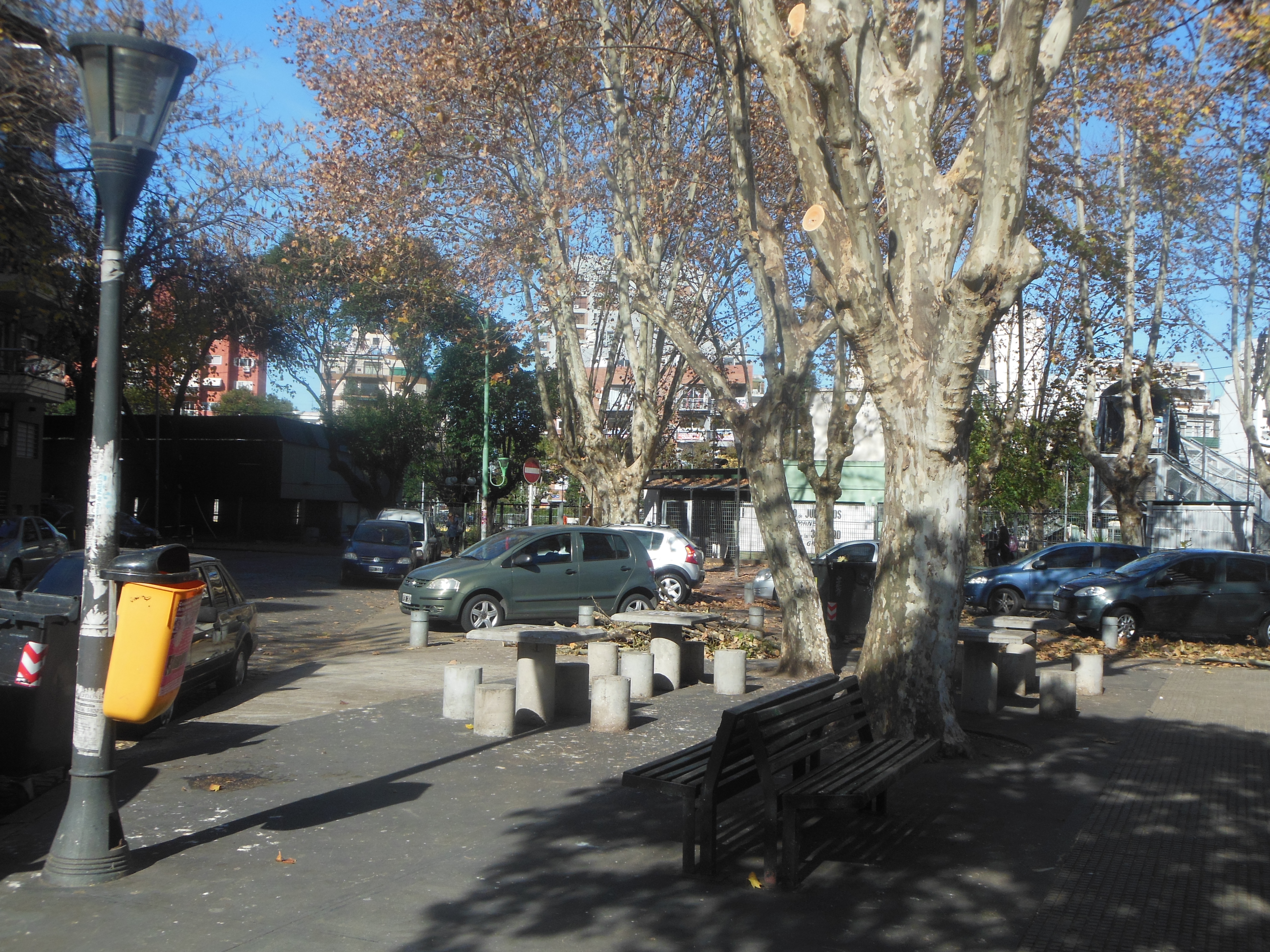
Mesas de comida y ajedrez sobre Helguera.
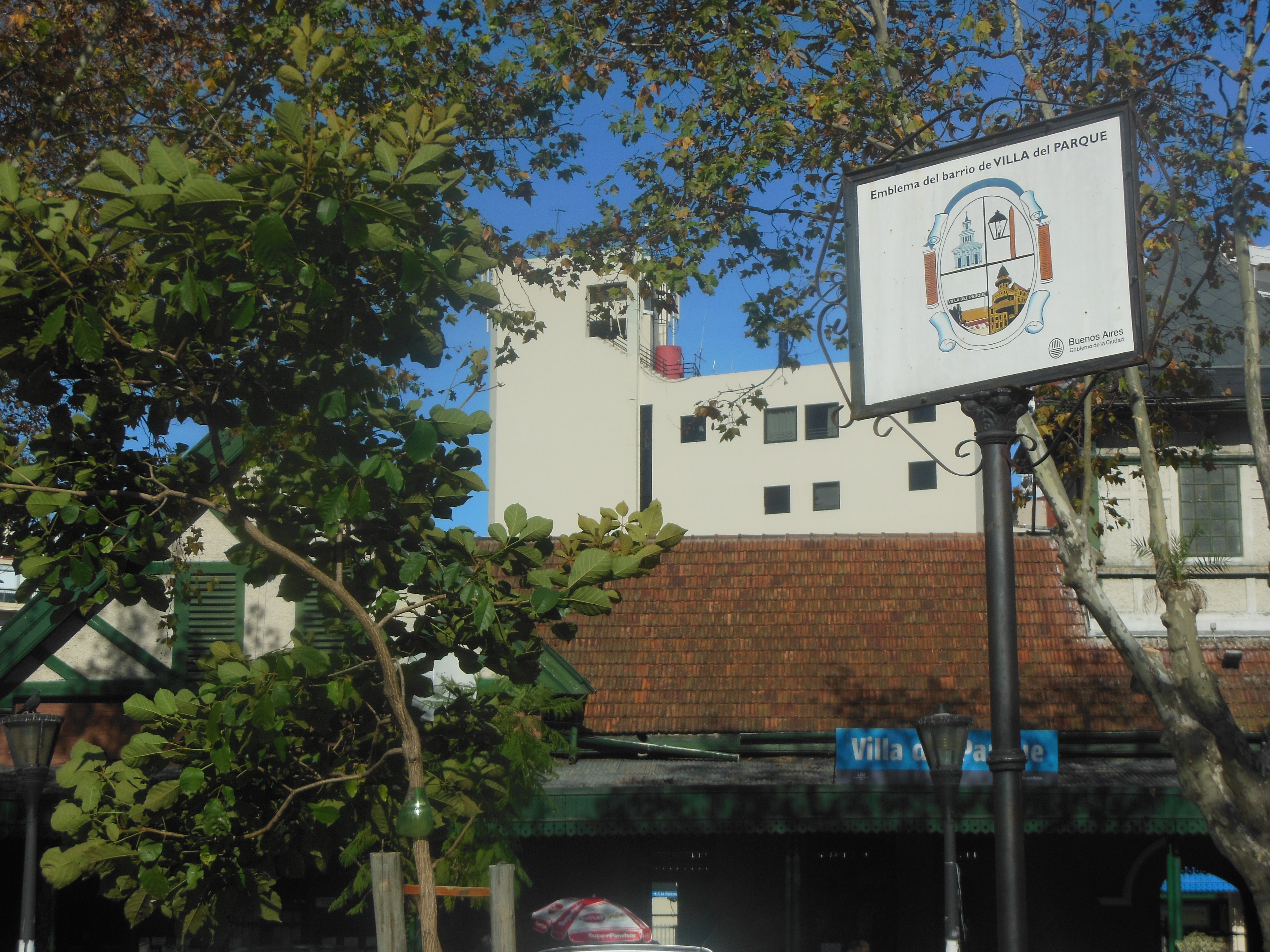
El escudo del barrio, con la estación de fondo.
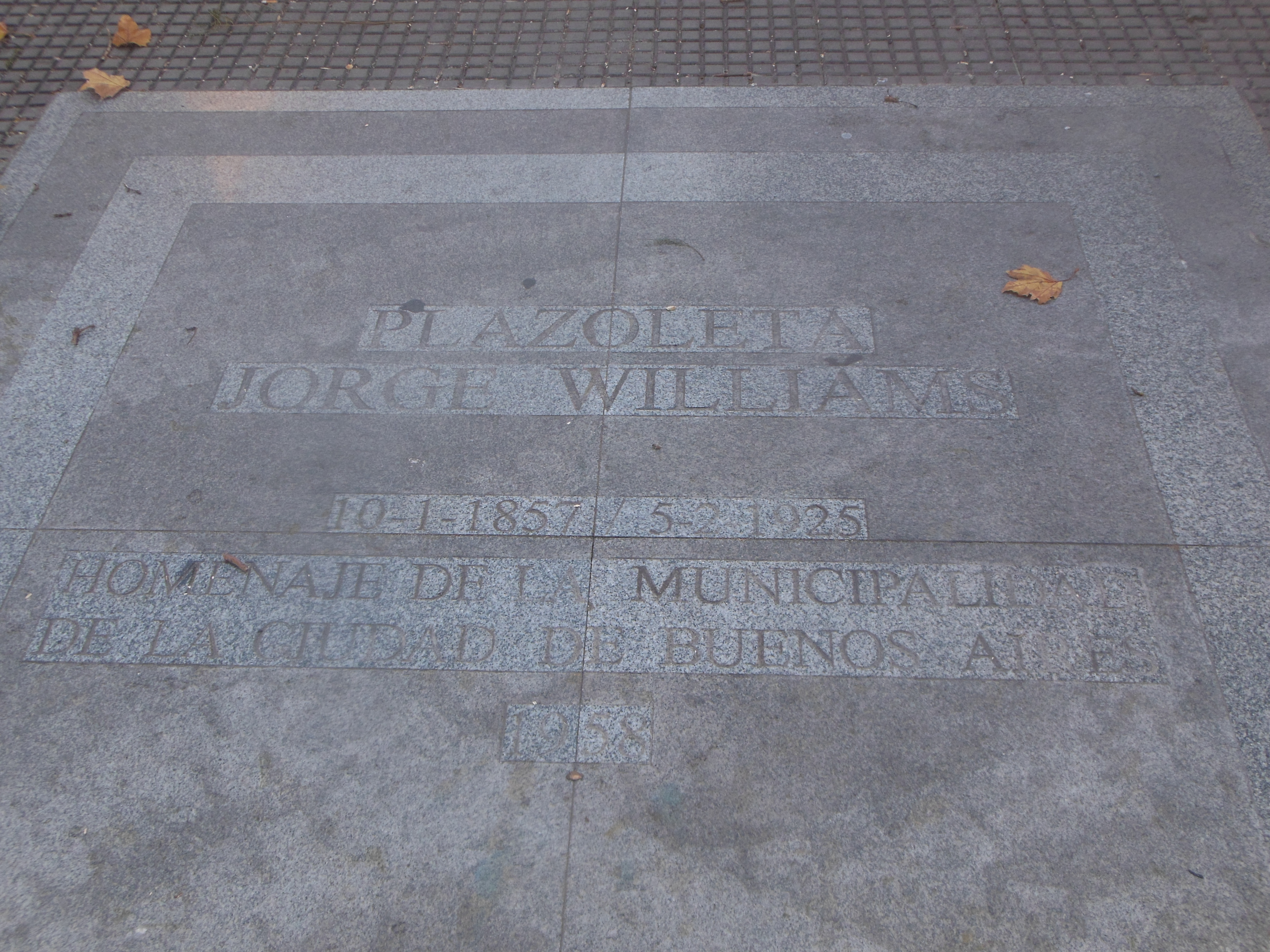
Placa conmemorativa en homenaje a J. Williams.
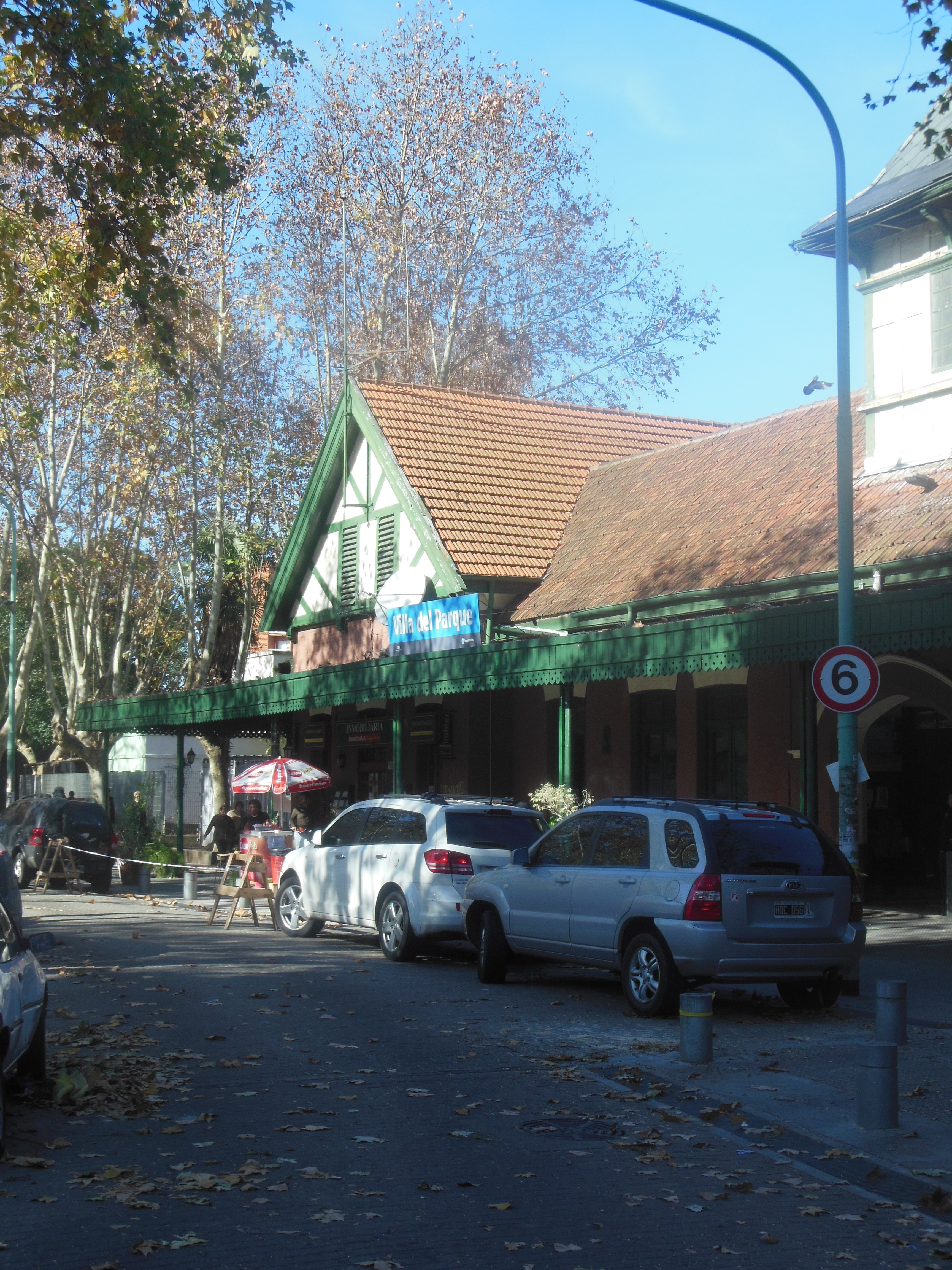
El tramo peatonal entre la plaza y la estación.
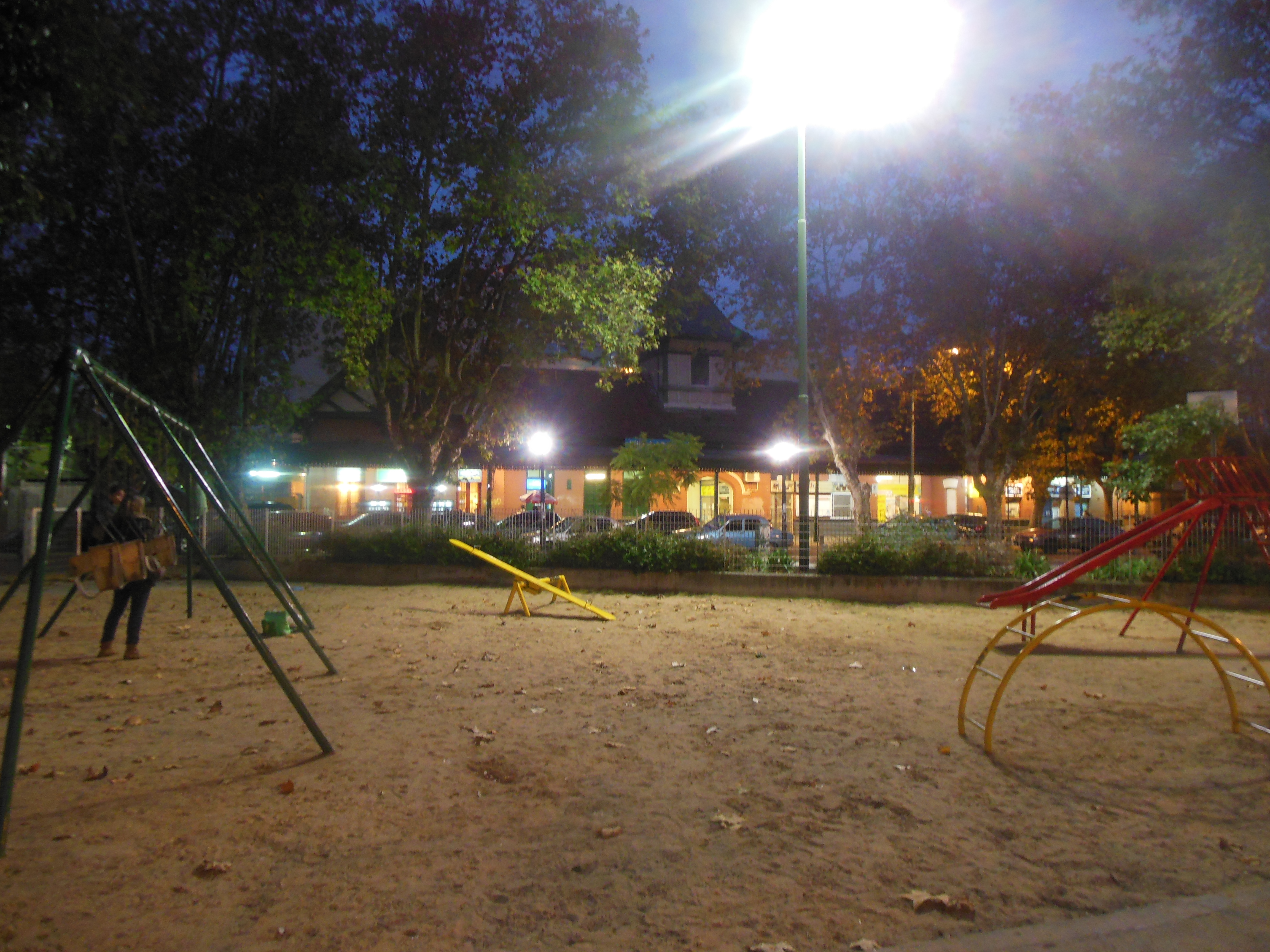
Vista nocturna desde la zona de juegos.